# Asnières-la-Giraud
Asnières-la-Giraud – miejscowość i gmina we Francji, w regionie Nowa Akwitania, w departamencie Charente-Maritime.
Według danych na rok 1990 gminę zamieszkiwało 817 osób, a gęstość zaludnienia wynosiła 44 osób/km² (wśród 1467 gmin regionu Poitou-Charentes Asnières-la-Giraud plasuje się na 377. miejscu pod względem liczby ludności, natomiast pod względem powierzchni na miejscu 452.).